# یازگی-یورت
یازگی-یورت (انگلیسی: Yazgi-Yurt) یک شهرک در شهرستان سالاواتسکی استان باشقیرستان کشور روسیه است.